# Tramelan-Dessous
Tramelan-Dessous ist eine Ortschaft in der politischen Gemeinde Tramelan im Verwaltungskreis Berner Jura des Kantons Bern in der Schweiz. Bis zum 31. Dezember 1951 war Tramelan-Dessous eine eigene politische Gemeinde. Am 1. Januar 2052 wurde sie mit der Gemeinde Tramelan-Dessus zur neuen Gemeinde Tramelan fusioniert.

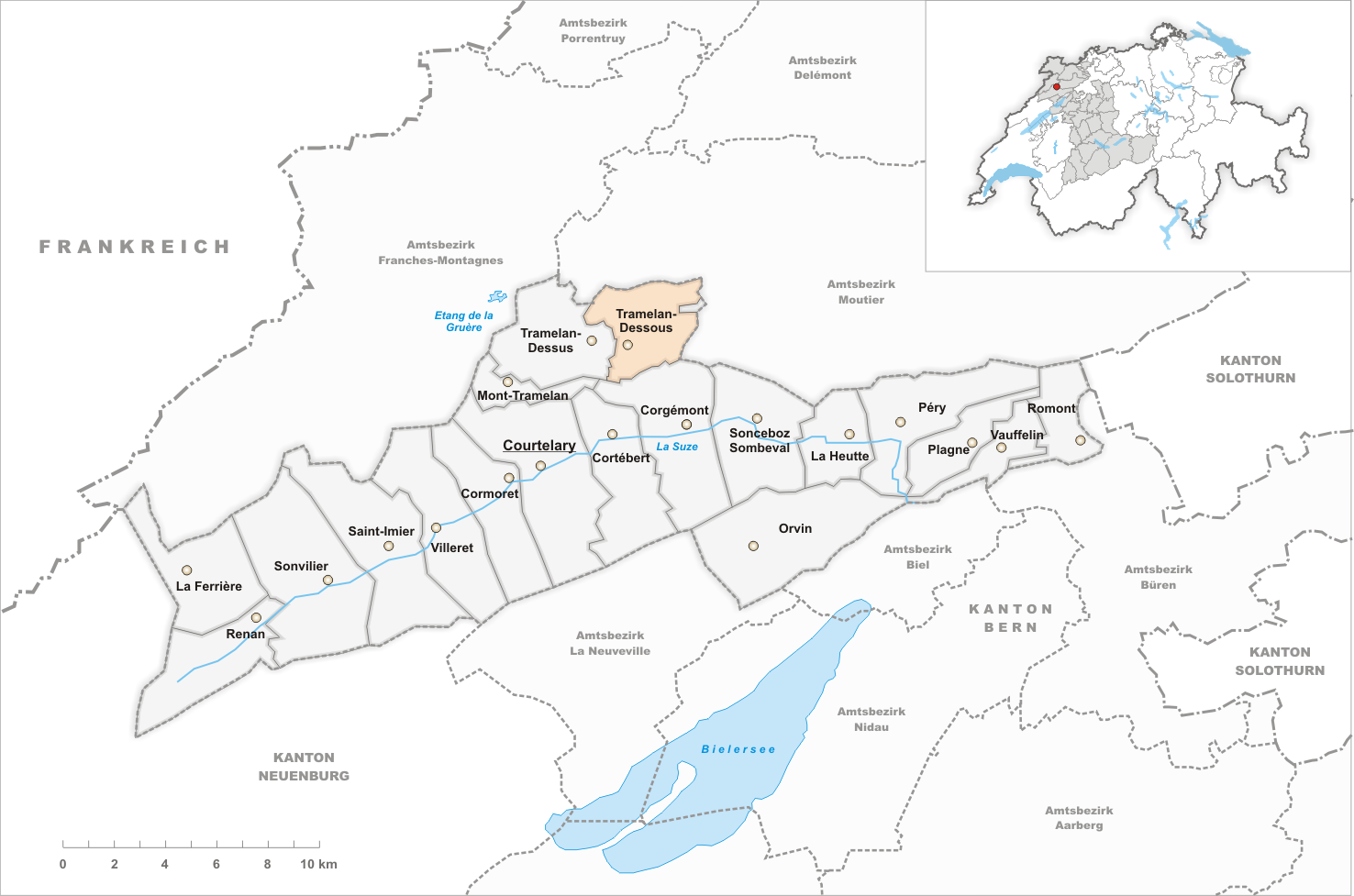
Gemeindestand vor der Fusion am 1. Januar 1952